# 砂海鯰
砂海鯰為輻鰭魚綱鯰形目海鯰科海鯰屬的其中一種，分布于西太平洋中國南部及台灣海域，體長可達29公分，棲息在沿海，為底棲性魚類，屬肉食性。

## 擴展閱讀
維基物種上的相關：砂海鯰